# Ангелова Мар'яна Степанівна
Мар'яна Степанівна Ангелова, до шлюбу Рочинь (* 12 вересня 1961, Київ) — українська журналістка, поетеса, прозаїкиня, науковиця й освітянка. Членкиня Національної спілки письменників України з 2019 року.

## Життєпис
Донька української письменниці Тамари Коломієць.
У 1983 році закінчила Київський національний університет імені Тараса Шевченка за спеціальністю «журналістика». Кандидат педагогічних наук, старша викладачка кафедри та завідувачка навчально-виробничої майстерні тележурналістики в Київському університеті імені Бориса Грінченка.
Працювала спеціальною кореспонденткою новин, керувала ток-шоу «Ваш вихід», була авторкою та продюсеркою гумористичної програми «Спотикач-2», ведучою авторської програми журналістських розслідувань «Експертиза». Стала розробницею телевізійного формату Дитячого «Євробачення-2009». Очолювала Науково-методичний центр тележурналістики, працювала ведучою, продюсеркою та тележурналісткою. Також є авторкою формату дитячої телепрограми «МаліОК» і викладає спецкурси «Креативність для дітей» та «Ведучий — головний герой ефіру».
Разом із арткуратором і художником Анатолієм Лютюком створила віртуальний музей «Діти проти війни».

## Літературна творчість
Творчий доробок охоплює поезію та прозу для дітей, п'єси, сценарії. Її вірші увійшли до колективних збірок «Хвиля: книги в книзі. Перша книжка поета» (1992) та «Зелене Око. 1001 вірш: Антологія української поезії для дітей» (2008).
Авторка книг «У царстві-чаклунстві Всеподарунстві» (1992) та «Велика плутанина в малих окрайцях» (2012).